# Biddenden
Biddenden är en ort och civil parish i grevskapet Kent i sydöstra England. Orten ligger i distriktet Ashford, cirka 6 kilometer nordväst om Tenterden. Tätorten (built-up area) hade 1 345 invånare vid folkräkningen år 2021.
I civil parishen ligger även orten Woolpack Corner.